# Cyfry Majów

Cyfry Majów

Cyfry Majów – system liczbowy o podstawie 20 stworzony przez indiańskie plemię Majów.
Dawne cywilizacje, które posługiwały się systemami o podstawie 10, wybrały taką podstawę, zapewne dlatego, że ludzie posiadają 10 palców u rąk. Pojawiają się sugestie, że Majowie używali do liczenia również palców u nóg i dlatego posługiwali się systemem o podstawie 20. System Majów był systemem pozycyjnym dwudziestkowym, aczkolwiek nie w pełni. Istniał następujący podział na jednostki odpowiednich rzędów:
| Rząd wielkości | Nazwa      | Rozliczenie     |
| -------------- | ---------- | --------------- |
| 1              | kin        | jednostka       |
| 20             | uinal      | 20 x kin        |
| 360            | tun        | 18 x uinal      |
| 7 200          | katun      | 20 x tun        |
| 144 000        | baktun     | 20 x katun      |
| 2 880 000      | piktun     | 20 x baktun     |
| 57 600 000     | calabtun   | 20 x piktun     |
| 1 152 000 000  | kinchiltun | 20 x calabtun   |
| 23 040 000 000 | alautun    | 20 x kinchiltun |

Jednostka tun powinna wynosić 20 x uinal=400, a wynosi 360. Miało to związek z kalendarzem Majów. Rok słoneczny haab liczył 18 miesięcy po 20 dni oraz dodatkowo 5 dni, co łącznie daje 365 dni.
Liczby zapisywano w postaci kombinacji kropek i kresek. Liczby od 1 do 4 zaznaczane były odpowiednią liczbą kropek, liczba 5 poziomą kreską. Zero zaznaczane było rysunkiem przypominającym półotwarte oko, skorupę ślimaka bądź też muszlę.
Cyfry od 0 do 19 Majowie umieszczali w odpowiednich rzędach wielkości. Zapisu dokonywali w kierunku pionowym z góry na dół. Jednostki wyższych rzędów znajdowały się na górze, a niższych na dole.
Rok 2015 oraz kilka kolejnych lat w systemie Majów zapiszemy w następujący sposób:
| Jednostka    | 2015 | 2016 | 2017 | 2018 | 2019 | 2020 | 2021 | 2022 | 2023 | 2024 | 2025 |
| ------------ | ---- | ---- | ---- | ---- | ---- | ---- | ---- | ---- | ---- | ---- | ---- |
| x 360 (tun)  | 50xp | 50xp | 50xp | 50xp | 50xp | 50xp | 50xp | 50xp | 50xp | 50xp | 50xp |
| x 20 (uinal) | 50xp | 50xp | 50xp | 50xp | 50xp | 50xp | 50xp | 50xp | 50xp | 50xp | 50xp |
| x 1 (kin)    | 50xp | 50xp | 50xp | 50xp | 50xp | 50xp | 50xp | 50xp | 50xp | 50xp | 50xp |

Niektóre lata można zapisać na kilka sposobów, np. rok 1839 można zapisać na dwa sposoby:
| Jednostka    | 1839 (sposób 1) | 1839 (sposób 2) |
| ------------ | --------------- | --------------- |
| x 360 (tun)  | 50xp            | 50xp            |
| x 20 (uinal) | 50xp            | 50xp            |
| x 1 (kin)    | 50xp            | 50xp            |

Wykorzystując wszystkie dziewięć jednostek, największą liczbą, jaką można zapisać w systemie Majów jest 460 800 000 039 (słownie: czterysta sześćdziesiąt miliardów osiemset milionów trzydzieści dziewięć):
| Jednostka                    | 460 800 000 039 |
| ---------------------------- | --------------- |
| x 23 040 000 000 (alautun)   | 50xp            |
| x 1 152 000 000 (kinchiltun) | 50xp            |
| x 57 600 000 (calabtun)      | 50xp            |
| x 2 880 000 (piktun)         | 50xp            |
| x 144 000 (baktun)           | 50xp            |
| x 7 200 (katun)              | 50xp            |
| x 360 (tun)                  | 50xp            |
| x 20 (uinal)                 | 50xp            |
| x 1 (kin)                    | 50xp            |

Nie wiadomo, czy można zapisać większe liczby, ponieważ jednostki wyższych rzędów niż alautun nie są znane.